# Ronde van Rio de Janeiro
De Ronde van Rio de Janeiro was een meerdaagse wielerwedstrijd in de Braziliaanse staat Rio de Janeiro die jaarlijks in juli werd verreden. Recordwinnaar is de Spanjaard Óscar Sevilla met twee zeges.
Sinds 2007 maakte de ronde deel uit van de UCI America Tour. De editie van 2016 werd geannuleerd; sindsdien is de Ronde van Rio de Janeiro niet meer georganiseerd, tot in 2024 toen er weer een ronde werd georganiseerd.
Gedurende haar bestaan heeft de koers meerdere naamswijzigingen onder gaan. De eerste editie in 2000 heette officieel Volta do Río de Janeiro. Nadat de koers in 2001 niet werd georganiseerd kwam ze in 2002 terug onder de naam Giro do Río. In 2003 en 2004 was de naam Volta do Río de Janeiro. Na de tweede terugkeer in 2007 werd de naam Volta Ciclística Internacional de Campos en uiteindelijk van 2010 tot 2015 Tour do Río. Deze naam werd in 2024 ook gebruikt.

## Overwinningen per land
| Overwinningen | Land               |
| ------------- | ------------------ |
| 5             | Brazilië           |
| 3             | Colombia, Spanje   |
| 1             | Argentinië, Italië |